# Homalotylus trisubalbus
Homalotylus trisubalbus är en stekelart som beskrevs av Xu och He 1997. Homalotylus trisubalbus ingår i släktet Homalotylus och familjen sköldlussteklar. Inga underarter finns listade i Catalogue of Life.